# The Bodley Head
La Bodley Head è una casa editrice britannica fondata nel 1887 da John Lane e Elkin Mathews a Londra e rimasta indipendente fino al 1970. Dal 1987 al 2008 il suo nome è stato usato per una delle stamperie della Random House Children's Books. Dall'aprile del 2008, la casa editrice è stata rilanciata dalla Random House e si occupa principalmente di pubblicare saggistica, umanistica e scientifica.
Nella sua storia secolare molti sono stati gli autori importanti che vi hanno scritto: Arnold Bennett, Agatha Christie, George Bernard Shaw, Graham Greene, Charles Chaplin, William Trevor, Maurice Sendak, Muriel Spark, Alexander Solzhenitsyn, Sam Haskins e Alistair Cooke.